# Wirbelkanal
Der Wirbelkanal (Canalis vertebralis) oder Spinalkanal, auch Rückenmarkskanal genannt, ist der durch die übereinanderliegenden Wirbellöcher (Foramina vertebralia) der Wirbel gebildete Kanal innerhalb der Wirbelsäule, in dem das Rückenmark liegt, und verläuft vom ersten Halswirbel durch die Hals-, Brust- und Lendenwirbelsäule bis zum Kreuzbein. Bauchwärts (ventral) wird der Kanal abwechselnd durch die Wirbelkörper (Corpora vertebrae) und die Bandscheiben (Disci intervertebrales), seitwärts und rückenwärts (dorsal) durch die Wirbelbögen (Arcus vertebrae) begrenzt. Zwischen zwei benachbarten Wirbeln findet sich jeweils zu beiden Seiten für einen der paarigen segmentalen Spinalnerven eine Öffnung des Wirbelkanals als Zwischenwirbelloch (Foramen intervertebrale).

## Bänder
Zwischen den Wirbeln gibt es im Bereich des Wirbelkanals zwei Arten von Bändern,
- das Ligamentum longitudinale posterius (Mensch) bzw. dorsale (Tiere) an der Vorder- bzw. Unterseite des Wirbelkanals und
- die Ligmenta flava zwischen den Wirbelbögen benachbarter Wirbel.

## Strukturen im Wirbelkanal
Das Rückenmark wird, wie alle Teile des Zentralnervensystems, durch die Lagen dreier Hirnhäute eingefasst. Zwischen der außen um das Rückenmark liegenden harten Hirnhaut (Dura mater) und dem Periost (Knochenhaut) befindet sich ein mit Fett- und Bindegewebe sowie einem Venengeflecht (Plexus venosus vertebralis) ausgefüllter Raum, der Peri- oder Epiduralraum.
Im Epiduralraum liegen, umgeben von einer Aussackung der Dura mater spinalis, die Nervenwurzeln der abgehenden Rückenmarksnerven und das Spinalganglion. Über eine Injektion eines örtlich wirkenden Betäubungsmittels (Lokalanästhetikum) in diesem Raum kann man diese Nervenwurzeln ausschalten (Periduralanästhesie).
Außerdem liegen in diesem Raum die Blutgefäße zur Versorgung des Rückenmarks. Sie erfolgt über Rückenmarksäste (Rami spinales) der Arteria vertebralis, der Arteriae intercostales posteriores (bei Tieren dorsales) und der Arteriae lumbales. Diese Spinaläste ziehen über das Zwischenwirbelloch (Foramen intervertebrale) von beiden Seiten in den Wirbelkanal und bilden auf der Vorderseite (bei Tieren Unterseite) des Rückenmarks eine unpaarige, in Längsrichtung verlaufende Arterie, die Arteria spinalis anterior (bei Tieren als Arteria spinalis ventralis bezeichnet). Sie kann als Längsanastomose der segmentalen Rückenmarksäste angesehen werden, verbindet also alle Zuflüsse in Längsrichtung untereinander.
Daneben bilden die entsprechenden Venen epidural ein dichtes Netzwerk (Plexus) von Gefäßen, so den Plexus vertebralis internus ventralis auf der Vorderseite (bei Tieren Unterseite). Dieses Gefäßgeflecht ist bei chirurgischen Eingriffen nahe dem Wirbelkanal besonders verletzungsgefährdet. Blutungen aus diesem Plexus lassen sich oft nicht völlig stillen, was später zu Narben führt (Arachnoiditis adhaesiva). Zusammen mit dem periduralen Fettgewebe bildet das Venengeflecht ein Polster für die Lagerung des Rückenmarks.
Innerhalb der sackförmigen Umhüllung durch die Dura mater spinalis liegt das Rückenmark umgeben von den beiden weichen Rückenmarkshäuten (Arachnoidea und Pia mater spinalis) sowie dem zwischen diesen gefassten liquorführenden Subarachnoidalraum. Insbesondere die beiden je seitlich ausgebildeten Bindegewebsstränge der Pia mater verankern als Ligamentum denticulatum das leptomeningeal umhüllte Rückenmark mit zackenartig zulaufenden Zügen an der Innenfläche der Dura.

## Klinische Zugänge
Über den rückenseitigen Spalt zwischen Hinterhauptbein und Atlas (Spatium atlantooccipitale), zwischen Atlas und Axis (Spatium atlantoaxiale) sowie zwischen den benachbarten Wirbelbogen (Spatium interarcuale), insbesondere zwischen letztem Lendenwirbel und Kreuzbein (Spatium lumbosacrale), kann mit einer Kanüle entweder Liquor cerebrospinalis gewonnen werden (Liquorpunktion) oder ein Anästhetikum (Periduralanästhesie) verabreicht werden.

## Erkrankungen
Eine Verletzung der Integrität des Wirbelkanals, häufig infolge eines Wirbelbruchs oder eines Bandscheibenvorfalls, hat oft schwerwiegende Folgen; durch Schädigung des Rückenmarks kann eine Querschnittlähmung auftreten.
Durch degenerative Veränderungen der Wirbelsäule kann der Wirbelkanal eingeengt werden (spinale Stenose) und dementsprechend Beschwerden verursachen.
Durch Einreißen der Gefäße kann es zu einer Einblutung zwischen den Hirnhäuten kommen, was zu einem Druck auf das Rückenmark führt.